# Deutsche Botschaft Kabul
Die Deutsche Botschaft Kabul ist die offizielle diplomatische Vertretung der Bundesrepublik Deutschland in Afghanistan. Die Botschaft hat den Dienstbetrieb am 15. August 2021 vorübergehend eingestellt; das Personal ist abgezogen. Die bilateralen diplomatischen Beziehungen bestehen weiter.

## Lage und Gebäude
Die Botschaftsgelände befindet sich wie das der meisten ausländischen Missionen unweit des Außenministeriums im Südwesten der afghanischen Hauptstadt Kabul. Die Straßenadresse lautet: 6th Street, Wazir Akbar Khan, Kabul.
Der Hamid Karzai International Airport liegt 5 km nordöstlich.
Die Bundesrepublik Deutschland erwarb im Jahr 1965, nach den ersten freien Wahlen im Land, ein Grundstück in Erbpacht. Zwischen 1970 und 1972 wurde dort ein Kanzleigebäude und die Residenz des Botschafters nach Plänen der damaligen Bundesbaudirektion und der Frankfurter Architekten Günter Lange & Wolfgang Ebinger errichtet. Es handelte sich um unspektakuläre Gebäude. Die zweigeschossige Residenz öffnete sich über eine Terrasse zum Garten hin. Dort wurde als Kunst am Bau eine Brunnenskulptur von Reinhard Omir „Kinetische Säule“ aufgestellt, die später in Folge von Unruhen im Land zerstört wurde. Im Innenbereich der Residenz wurde ein Gemälde Rolf Cavael gehängt.
In den Jahren 2010 bis 2016 wurde das Botschaftsgelände neu strukturiert. Eine Abwasserbehandlungsanlage für das nicht an eine Kanalisation angeschlossene Grundstück wurde Mitte 2015 in Betrieb genommen. Für die Absicherung des Botschaftsbetriebes wurde das Gelände mit komplexen sicherheitstechnischen Anlagen ausgerüstet.
Zwischen 2008 und 2012 wurden drei Dienstwohnungsgebäude mit einer Gesamtfläche von 5940 m² in Modulbauweise auf dem Gelände errichtet. In die Module wurden für die Fenster Schiebeläden der höchsten Sicherheitsklasse eingearbeitet.

## Auftrag und Organisation
Angesichts der volatilen Sicherheitslage, der Unruhen und Umstürze in Afghanistan konnte die Botschaft über längere Zeit nicht die Aufgaben einer diplomatischen Vertretung erfüllen. Dem gestörten Betrieb entsprechend wurden auch die Strukturen der Botschaft lagebedingt angepasst.
Grundsätzlich hat die Botschaft Kabul den Auftrag, die afghanisch-deutschen Beziehungen zu pflegen, die deutschen Interessen gegenüber der afghanischen Regierung zu vertreten und die Bundesregierung über Entwicklungen in Afghanistan zu unterrichten. Dafür war sie in die Arbeitseinheiten Politik, Wirtschaft, Kultur und Presse gegliedert und verfügte über ein Rechts- und Konsularreferat mit Pass- und Visastelle.
Die Botschaft hielt engen Kontakt zu dem Kontingent der Bundeswehr in der International Security Assistance Force (ISAF) und der folgenden Resolute Support Mission (RSM).

## Geschichte
Afghanistan wurde am 19. August 1919 formal vom Vereinigten Königreich unabhängig, war faktisch jedoch zu keinem Zeitpunkt kolonisiert. Das Deutsche Reich war bereits von 1915 an durch konsularische Vertreter, Gesandte und Botschafter in Afghanistan vertreten. Erst mit Ende des Zweiten Weltkriegs 1945 endete die Präsenz. 
Die Bundesrepublik Deutschland eröffnete am 22. Dezember 1954 eine Gesandtschaft in Kabul, die am 29. Oktober 1958 in eine Botschaft umgewandelt wurde. Am 4. Dezember 2001 wurde aus der Botschaft ein Verbindungsbüro, das am 9. Januar 2002 erneut in eine Botschaft umgewandelt wurde.
Am 15. August 2007 wurde das Fahrzeug, mit dem Angehörige des Personenschutzkommandos des Botschafters zu einem Schießtraining fuhren, das Ziel eines Anschlags. Dabei tötete der Sprengsatz des Attentäters die Polizisten Mario Keller, Jörg Ringel und Alexander Stoffels. Das Auswärtige Amt in Berlin erinnert durch eine Gedenkwand im Haus am Werderschen Markt an jene Angehörigen des Auswärtigen Dienstes, die in Ausübung ihres Dienstes ums Leben kamen; darunter auch an die drei Sicherheitskräfte.
Nachdem es bereits in den Jahren 2013 und 2017 zu zeitweiligen Schließungen gekommen war, erklärte das Auswärtige Amt die Botschaft am 15. August 2021 angesichts der Lage im Gastland für geschlossen. Das Botschaftspersonal traf nach Evakuierung am 27. August in der Heimat ein. Eine Wiederaufnahme des Botschaftsbetriebs mit entsandtem Personal war nach Aussagen von Heiko Maas, Bundesminister des Auswärtigen, unter der Bedingung eines gemeinsamen europäischen Vorgehens gegenüber dem Taliban-Regime möglich. Der Sonderbeauftragte der Bundesregierung für Afghanistan, Botschafter Jasper Wieck wurde mit der Aussage zitiert, die Rückkehr deutscher Diplomaten nach Kabul sei in den ersten Monaten des Jahres 2022 möglich.
Die DDR und Afghanistan nahmen am 17. Januar 1973 diplomatische Beziehungen auf. Von 1973 bis 1978 waren die Botschafter der DDR in Teheran (Iran) gleichzeitig in Afghanistan akkreditiert. Die DDR-Botschaft in Kabul wurde am 7. August 1978 eröffnet. Ende der 1980er Jahre stand sie im Fokus der Staatssicherheit, die Botschaftsmitarbeiter sollten laut einer Empfehlung alles dafür tun, um nach dem offiziellen Abzug der sowjetischen Armee die Botschaft in Afghanistan zu erhalten. Nach dem Beitritt der DDR zur Bundesrepublik Deutschland wurde die DDR-Botschaft in Kabul 1990 geschlossen.